# Gaspard Jodoc Stockalper
Pour les articles homonymes, voir Stockalper.
Gaspard Stockalper de la Tour (en allemand Kaspar Stockalper vom Thurm), dit « le grand Stockalper », né le 14 juillet 1609 à Brigue, mort le 29 avril 1691, est un marchand, banquier, homme politique, militaire et entrepreneur suisse.

## Biographie

### Origines
Gaspard Stockalper naît le 14 juillet 1609, à Brigue, dans le canton du Valais. Il est le fils de Peter Stockalper, châtelain de Brigue, et d'Anna Imhof.
La famille Stockalper est une famille noble d'origine valaisanne, mentionnée à l'extrème fin du XIVe siècle. Selon la tradition, elle serait issue des nobles milanais Olteri (un arbre généalogique douteux remonte jusqu'à Giovanni Olteri, en 1287).
Il épouse en 1635, en premières noces Magdalena Zumbrunnen († 1638). En 1638, il épouse en secondes noces Cäcilia von Riedmatten, fille de Peter, notaire, banneret de Conches et gouverneur de Monthey. Il est ainsi le beau-frère de Adrien III de Riedmatten, évêque de Sion et comte du Valais en 1640.
Il est fait chevalier d'Empire par l'empereur Ferdinand III, obtenant le droit d'ajouter à son nom le titre de la Tour, le 27 mai 1653.

### Extension du commerce
Surnommé le « Roi du Simplon » ou le « Grand Stockalper », il érigea un empire commercial à l'époque de la guerre de Trente Ans en profitant du col du Simplon pour importer exporter des marchandises. Basé initialement à Brigue, il étendit son empire et prit en charge la formation de troupes mercenaires. Stockalper possédait des entreprises en France, en Espagne et nouait des liens économiques avec les grandes Cours royales. Il a également exploité les ressources minières du Valais : or, plomb, cuivre et fer ; Louis XIV lui enviait d'ailleurs sa fortune. Il règne également sur le transport de la soie entre Lyon et Milan et sur la poste entre Genève et la Lombardie.

### Monopole du sel

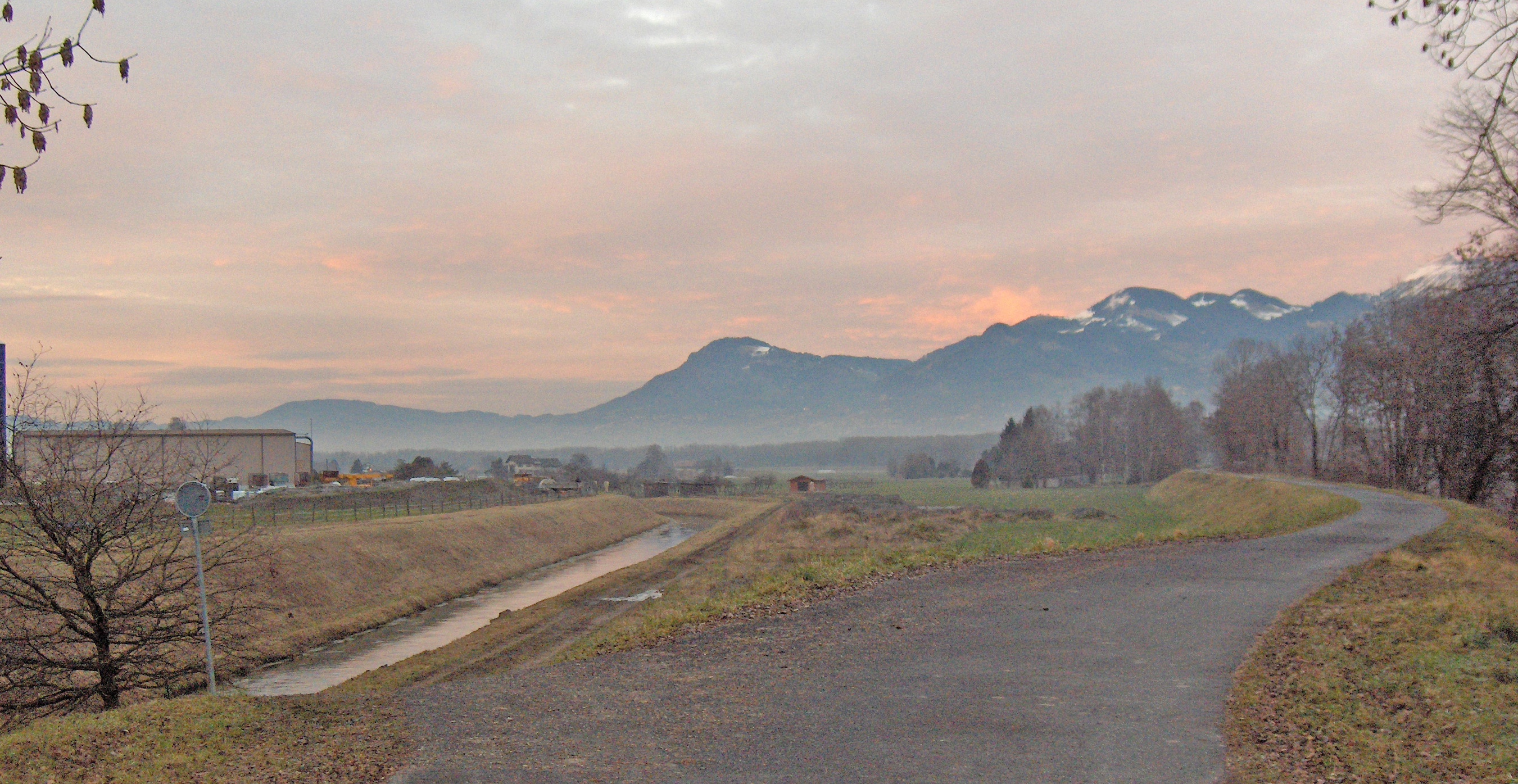
Le « canal Stockalper » entre les Evouettes et Vouvry.

En 1648, il devient maître du sel en Valais, un titre attribué par la Diète et qui lui offre un monopole complet sur cette denrée. À l'époque le sel était un élément stratégique dans le commerce de Stockalper et servait également de moyen de pression politique. Le Haut-Valais était approvisionné par l'Italie tandis que le Bas-Valais recevait du sel français ou espagnol.
Pour améliorer le transport du sel, il lança un projet de canal dans le Bas-Valais, le canal Stockalper, qui fut creusé près du Rhône entre 1651 et 1659 de Vouvry à Collombey-Muraz. Son château à Brigue, vendu en 1948 à la commune par ses descendants, fut construit entre 1658 et 1678. Stockalper y siégeait et y entreposait également ses marchandises. En tant que maître d'ouvrage, il fut à l'origine de l'église Mariä Himmelfahrt à Glis, du collège jésuite de Brigue et du monastère des ursulines ainsi que d'un hospice au Simplon.

### Chute

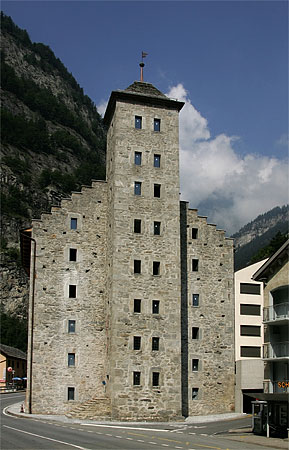
La « Tour de Stockalper » à Gondo.

Mais le vent tourna pour l'homme d'affaires. Entre 1677 et 1678, quatre dizains (Loèche, Sion, Sierre et Viège) résilièrent le contrat de livraison de sel qui les liaient à lui et l’accusèrent d’avoir détourné à son profit des sacs de sel. Par jalousie[réf. nécessaire], le Grand Stockalper fut destitué le 4 mai 1678, condamné à une lourde amende, une perte de privilèges et perdit de facto le monopole du sel. Une année plus tard, en septembre 1679, un tribunal prononça la peine de mort à l'encontre du « roi du Simplon ». Afin d'avoir la vie sauve, il s'enfuit à Domodossola au début du mois d'octobre.
Après avoir laissé les esprits s'apaiser, il revint triomphant le 5 juin 1684. La Diète décida d'abandonner une partie des charges et l'assigna à domicile.

## Titres de noblesse et offices
Il fut fait Chevalier Romain par le nonce du pape, reçut de l'empereur Ferdinand III la dignité de Chevalier de l'Empire et obtint du duc Charles-Emmanuel de Savoie la baronnie de Duingt (1648) ; le Roi Soleil, Louis XIV, l'avait décoré des Ordres de Saint-Michel et du Saint-Esprit.
Durant son règne, Stockalper a multiplié les titres et les mandats politiques,.
| Titre                         | Période   |
| ----------------------------- | --------- |
| Châtelain du dizain de Brigue | 1638      |
| Colonel de la Morge           | 1645      |
| Gouverneur de Saint-Maurice!  | 1646-1647 |
| Châtelain de Martigny (à vie) | 1646-1691 |
| Maître du sel en Valais       | 1648      |
| Chancelier                    | 1652-1670 |
| Grand bailli                  | 1670-1678 |